# Вишневец (усадьба)
Дворец (ранее замок) Вишневецких — главная резиденция угасшего в XVIII веке княжеского рода Вишневецких в посёлке Вишневец Тернопольской области.
На месте оборонительного замка конца XIV века, перестроенного и укреплённого в 1640 году Иеремией Вишневецким, в 1720 году было возведено двухэтажное (в ризалитах — трёхэтажное) дворцовое здание (архитектор Я. Б. Депре). Свой современный вид оно приобрело после перестройки в конце XVIII века.

## История
В 1395 году князем Дмитрием Корибутом в местечке Вишневец на берегу реки Горынь был построен замок (район Старого Вишневца, на правом берегу реки Горынь). К дате постройки этого замка относится и первое упоминание о Вишневце.
В 1494 году, во время крупного набега татар на Волынские земли город и замок были полностью разрушены. После этого, старый замок больше не восстанавливался.
При основателе рода Вишневецких Михаиле Васильевиче (Збаражском), в конце XV века, на левом берегу реки Горынь строится новый замок рода Вишневецких, который и стал их резиденцией. В 1530 году была возведена Вознесенская церковь, которая стала родовой усыпальницей.

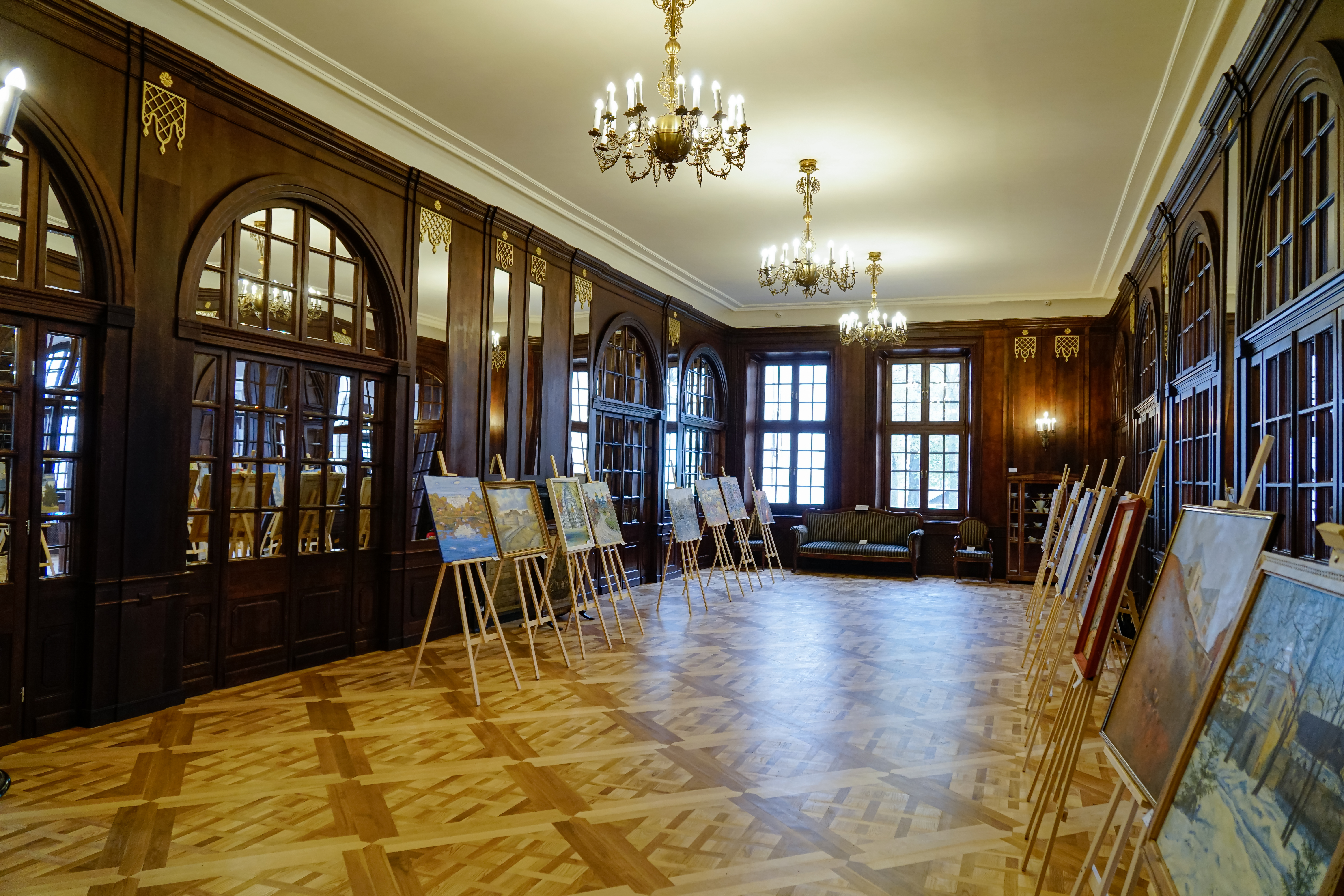
Интерьер

В 1640 году князь Иеремия (Ярема) Вишневецкий начинает модернизацию замка: новый замок стал квадратной формы, с возведёнными по углам бастионами.
Во время Национально-освободительной войны город был взят и разрушен сперва казацкими войсками, через некоторое время — татарами.
При князе Михаиле Сервации Вишневецком (последнем в роду) в 1720 году начинается постройка нового замка — «дворца в крепости». Именно в это время построены главный господский дом, отстроена разрушенная Вознесенская церковь, заложен парк. 
Оноре де Бальзак, посетивший Вишневец в 1848 году, назвал дворец и парк «малым Версалем», так как дворец имел богатое убранство и общирную коллекцию: живопись (более 600 портретов), скульптура, антикварная мебель, голландские изразцы, литература (около двадцати одной тысячи томов), оружие, посуда.
С 1852 по 1917 гг. в Вишневце сменилось десять владельцев, которые вывезли старинные книги и привели резиденцию в упадок. В начале XX века новый собственник Павел Демидов заказал киевскому архитектору Владиславу Городецкому реконструкцию дворца.
Усадьба сильно пострадала во время Первой мировой войны, в 1915 году в помещениях дворца находился штаб 25-го корпуса 11-й армии.
Во период коренизации во дворце был открыт музей и школа; монастырь был возвращён католикам.
В 1944 году дворец и монастырь почти полностью сгорели. После войны дворец реконструируют и от исторического памятника XVIII века внутри почти ничего не остаётся. К семидесятым годам реконструкция была закончена, и в помещениях разместился дом культуры, библиотека и ПТУ.
С 2005 года дворцово-парковый комплекс в составе Национального заповедника «Замки Тернопілля». В 2007 году клуб, библиотека и училище выведены из дворца. Основные работы по комплексной реставрации архитектурного ансамбля завершены к 2014 году.
|                            |                  |                             |                         |           |
| Вид дворца со стороны реки | Дворцовые ворота | Вознесенская церковь (1530) | Во дворе до реставрации | Общий вид |